# Weißgrad
Der Weißgrad ist ein Zahlenmaß für die Remissionsfähigkeit einer Fläche.

## Farblehre
Weiß ist jener Farbreiz einer Körperfarbe, der bei größtmöglicher Helligkeit in allen drei Zapfenarten eine gleiche Farbvalenz auslöst. Das visuelle System des Menschen besitzt einen Automatismus zur „Farbkonstanz“, dadurch werden auch weniger helle Sichtfelder als weiß wahrgenommen. Allerdings kann der Unterschied zwischen ungleich hellen Flächen durchaus festgestellt werden, wenn beide Flächen direkt nebeneinander liegen. Um hierfür ein objektives Maß zu schaffen, wurde der Weißgrad definiert. Definitionsgemäß steht ein höherer Zahlenwert für ein „weißeres“ Weiß.

## Methoden
Da der Weißgrad von verschiedenen Faktoren, wie Lichtmenge oder Farbe der Beleuchtung abhängig ist, müssen die Messbedingungen und die Berechnungsmethoden genau beschrieben sein. Es gibt nicht den „Weißgrad an sich“, sondern nur den „Weißgrad nach ...“. Eine in der Papierindustrie verbreitete Methode ist der Weißgrad nach Berger. Verständlich wird diese Betrachtungsweise, wenn man sich bewusst macht, dass die Vielfalt der Farben im Anschauungsraum auf eine Maßzahl reduziert wird. Der Weißgrad verliert an Wert, sobald der Farbstich zu groß wird. Der Weißgrad eines Rots kann nicht mehr sinnvoll sein.
Unter Einsatz verschiedener Formeln erhält man aus Gerätedaten oder durch Farbmessung die Weißgrade, kontrovers als Gelbgrad notiert.
- Weißgrad nach Berger
- Weißgrad nach Hunter
- Weißgrad nach Ganz, Weißgrad nach Ganz/ Griesser
- Weißgrad nach Stensby
- Weißgrad nach Stephanson
- Weißgrad nach CIE
- Gelbwert nach DIN 6167
- Weißgrad nach ASTM E313, nach ASTM D1925
- Weißgrad nach ISO 2470, hier als brightness bezeichnet
- Weißgrad nach Tappi 525 und R 457
- Weißgrad nach Taube
- Gelbgrad nach CIE
- Gelbgrad nach ASTM (yellowness)
- Auch der L*-Wert des Lab-Farbraumes ist als Weißgrad-Maß geeignet.

Bevorzugt sollte der Weißgrad nach ISO benutzt werden, der besonders für Papier als Qualitätsangabe dient. Ein gutes, weißes Papier, das nicht aufgehellt ist (Kopierpapier), hat nach Berger einen Weißgrad von etwa 160.
Eine Umrechnung zwischen den Weißgraden ohne Kenntnis der spektralphotometrischen Werte ist nicht immer möglich. Die Ursache besteht darin, dass ein Farbstich in mancher Formel unbeachtet bleibt. Die Metamerie verhindert aber vom Zahlenwert Weißgrad die eindeutige Zuordnung rückwärts zur spektralen Anordnung. Es ist nicht möglich, die Wichtung einer Farbnuance bei der Umrechnung von Weißgraden formelspezifisch „herauszurechnen“.

## Anwendung
Der Weißgrad dient als Qualitätsmerkmal zur Beurteilung ungefärbter (weißer) Produkte in der Papierindustrie. Eine besondere Bedeutung besitzt der Weißgrad für gestrichene Papiere. Für weiße Textilien ist er als Qualitätsmaß üblich. Von geringerem Grad ist der Einsatz dieser Maßzahl in der Kunststoffindustrie, hier eher in der Auswahl von Füllstoffen oder Bindemitteln.
Die Bestimmung des Weißgrades erfolgt abhängig vom Einsatzgebiet und der beabsichtigten Zielstellung durch kolorimetrische, photometrische oder spektralphotometrische Messmethoden.

### Zielstellungen der Anwendung
- Der Weißgrad ist eine Standardprüfung in der Papierproduktion.
- Ausreichende Weiße für Papiere, die als Bedruckstoff eingesetzt werden, um den ausreichenden Kontrast zu erreichen.
- Recyclingpapiere mit Grauton, etwa wegen eines ineffektiven Deinkings, sind bedruckt schlechter lesbar als hochweiße Papiere nach einer Chlorbleiche.
- Ein hoher Weißgrad ist insbesondere für herkömmliche Fotopapiere nötig, damit hierbei der Kontrast zwischen Fotosilber und Hintergrund verbessert werden kann.
- Beschichtungen für Kunstdruckpapiere müssen hochweiß sein, da das Papierweiß neben sechs Buntfarben und Schwarz die achte farbgebende Komponente ist.
- Der Weißgrad dient zur Messung des Erfolgs von Bleichvorgängen.
- Es ist ein Mittel, um Wirkungskraft von Waschmitteln an Textilien zu charakterisieren.
- Der Weißgrad dient als Qualitätsangabe für weiße Innenanstriche, Außenlacke, Putze und andere Färbemittel.
- Der Weißgrad dient zur Qualitätskontrolle von Füllstoffen für die Papierindustrie.

## Nebeneffekte
Der Weißgrad wird üblicherweise unter Normlicht bestimmt, welches sich vom natürlichen Tageslicht durch den geringeren Anteil an kurzwelliger UV-Strahlung unterscheidet. 
Optisch aufgehellte Textilien oder Papier nehmen auf Grund der Fluoreszenz allerdings UV-Licht auf und geben sichtbares Licht ab. Visuell wirkt sich dies (möglicherweise) als Verbesserung der Weiße, letztlich des Weißgrades aus, bei UV-freiem Licht wäre dieses zusätzliche Licht aber nicht messbar. Der Weißgrad gibt lediglich den Unbuntanteil einer gemessenen Fläche bezogen auf eine ideal weiße (Dichte 0) oder ideal schwarze Fläche (Dichte 2). Für optisch aufgehellte Substrate sind insofern zwei Angaben nötig, die einerseits mit und ohne UV-Anregung zu messen sind. Dem entspricht dann das „gefühlte Weiß“ bei sonnigem Tageslicht und im UV-freien Kunstlicht.
Eine Erhöhung des Weißgrades beim Waschen von Textilien kann auch durch Bläuen erreicht werden.
Eine Nuance ins Rote oder Gelbe wird bei Weiß störender empfunden als ein „messtechnisch“ gleicher Blaustich, in geringerem Maße auch als ein Grünstich. Deshalb ist bei Qualitätskennziffern nicht nur die Maßzahl des Weißgrades und die Methode zu vereinbaren, sondern auch eine Farbtoleranz festzulegen. Diese zulässige Abweichung kann als Farbtemperatur, verbal oder farbmetrisch bestimmt sein.